# Xanthorhoe rubens
Xanthorhoe rubens är en fjärilsart som beskrevs av Louis Beethoven Prout 1933. Xanthorhoe rubens ingår i släktet Xanthorhoe och familjen mätare. Inga underarter finns listade i Catalogue of Life.